# NGK

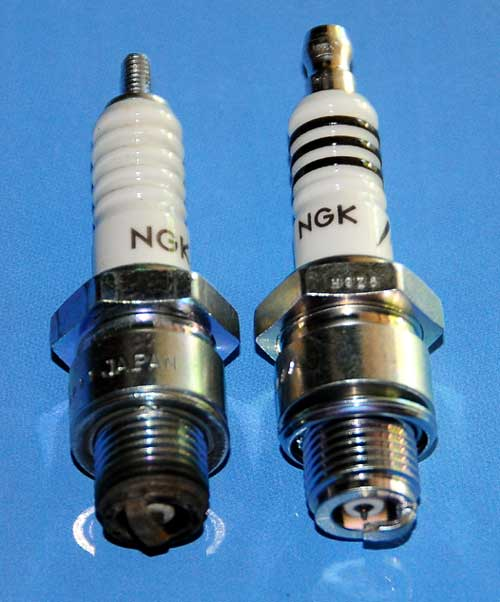
Свечи зажигания.

NGK Spark Plug Co., Ltd.- японский производитель свечей зажигания, свечей накаливания, лямбда-зондов, датчиков температуры отработавших газов (под торговым знаком NTK) и прочих компонентов для двигателей внутреннего сгорания. Компания также производит промышленную керамику, в том числе для электроники. Штаб-квартира компании NGK Spark Plug Co., Ltd. находится в г. Нагоя, Япония.

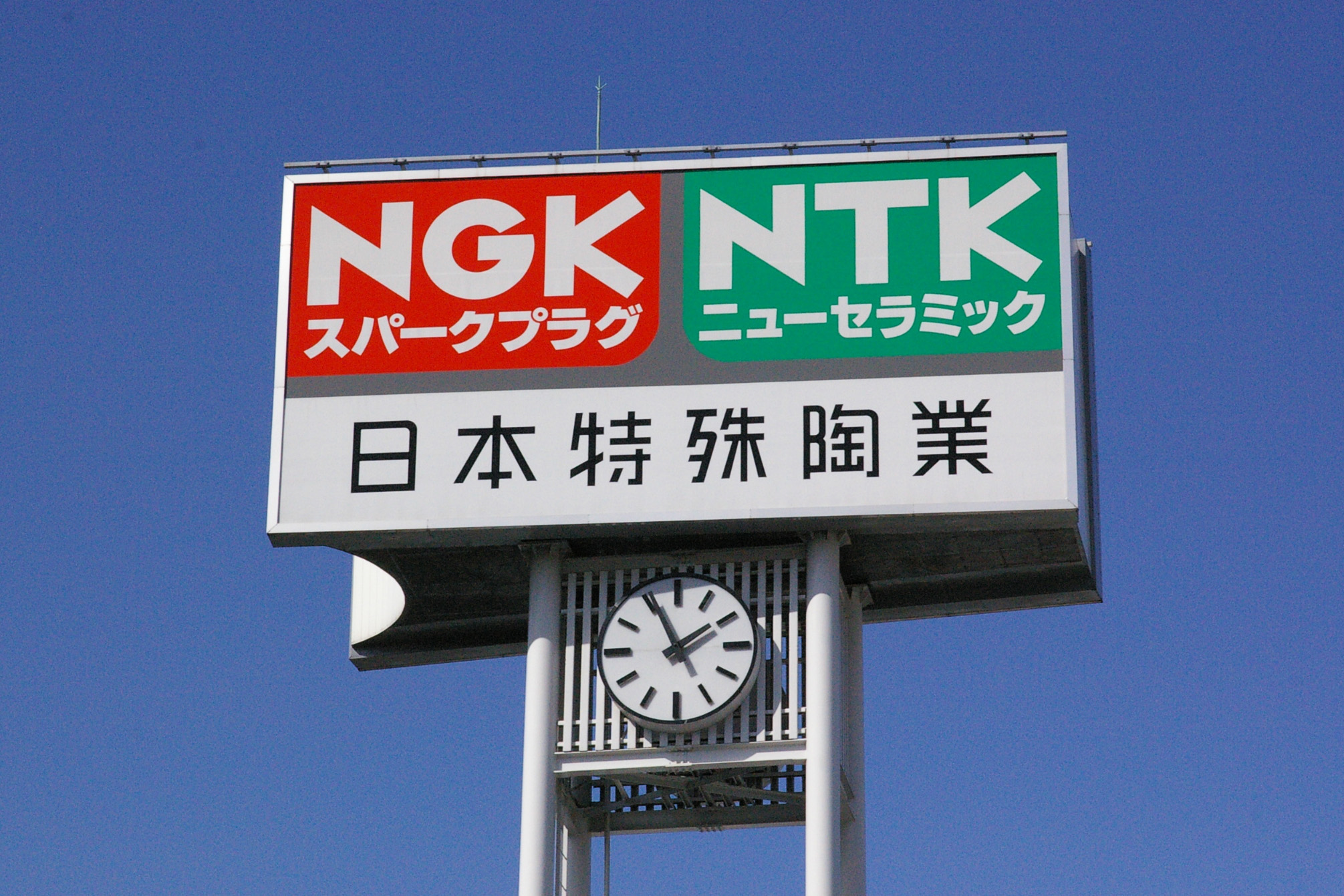
Логотип компании в г. Нагоя (Япония)

## История создания компании
Компания «NGK Spark Plug Co. Ltd» была основана в октябре 1936 года в Японии. Название компании NGK (NIPPON GAISHI KAISYA) переводится как японская изоляторная фабрика. После реструктуризации в 1997 году компания объединяет три группы:
- автокомпоненты (свечи зажигания, свечи накаливания, комплекты проводов, лямбда зонды)
- компоненты средств связи (компоненты электрических полупроводников)
- техническая керамика (керамика для резки, тонкая керамика)

## Деятельность компании в мире
В настоящее время[когда?] компания NGK имеет заводы и сбытовые организации во всех частях мира. 5 заводов компании расположены в Японии и 15 — в других странах. Общее число сотрудников по всему миру — около 10 тысяч.